# Odachowszczyzna (rejon baranowicki)
Odachowszczyzna (biał. Адахаўшчына, Adachauszczyna) – wieś na Białorusi, w rejonie baranowickim obwodu brzeskiego. Miejscowość wchodzi w skład sielsowietu Kroczyn. Wieś leży 10 km na północ od Baranowicz i nad rzeką Szczarą. 

## Historia
Wieś szlachecka położona była w końcu XVIII wieku w powiecie nowogródzkim województwa nowogródzkiego.
W XIX i w początkach XX w. położona była w Rosji, w guberni mińskiej, w powiecie nowogródzkim, w gminie Darewo.
W dwudziestoleciu międzywojennym leżała w Polsce, w województwie nowogródzkim, w powiecie baranowickim, w gminie Darewo. W 1921 miejscowość liczyła 275 mieszkańców, zamieszkałych w 60 budynkach, w tym 274 Białorusinów i 1 Polaka. 242 mieszkańców było wyznania prawosławnego i 33 rzymskokatolickiego.
Po II wojnie światowej w granicach Związku Sowieckiego. Od 1991 w niepodległej Białorusi. Do 26 czerwca 2013 wieś wchodziła w skład sielsowietu Kałpienica.

## Zabytki
W miejscowości stoi murowana parafialna cerkiew św. Proroka Eliasza z 1996 roku.

## Osoby urodzone w miejscowości
- Mikołaj Iwanowicz Ignatowicz – działacz polityczny